# Nahum Sirotsky
Nahum Benhamin Sirotsky (São Paulo, 19 de dezembro de 1925 - Tel Aviv, 29 de novembro de 2015) foi um jornalista brasileiro, com quase setenta anos de atividade profissional. Instalou-se em Tel Aviv na década de 1990, onde seguiu trabalhando até o fim da vida. Até poucos dias antes de sua morte, escrevia para o jornal gaúcho Zero Hora, transmitia semanalmente na Rádio Gaúcha (ambos do Grupo RBS, de Porto Alegre) e ainda escrevia para o site de notícias Último Segundo, do portal iG.
Sirotsky foi o primeiro correspondente brasileiro nas Nações Unidas, logo após a criação da entidade, em 1945. O jornalista foi ainda o criador da influente revista Senhor, na década de 1950. Além da extensa e variada carreira jornalística, Sirotsky teve atuação diplomática, nas embaixadas do Brasil em Tel Aviv e em Washington, e empresarial.
Sirotsky era casado com a atriz brasileira Beyla Genauer, tem um filho (nascido no Brasil) e cinco netos (todos nascidos em Israel). Com exceção da viúva, que atualmente mora no Rio de Janeiro, todos os membros da família, inclusive uma irmã, sobrinhos e netos, vivem em Israel. Do jornalista Joel Silveira, Sirotsky ganhou o apelido de "Foca Zero", como relatou em entrevistas ao jornalista Gabriel Toueg, autor de sua biografia e também registra em sua conta no Twitter.

## Biografia e começo da carreira
Nahum Sirotsky nasceu na capital paulista em 19 de dezembro de 1925, como Nahum Benhamin Sirotsky (o nome "Benhamin" foi dado, como é tradicional em famílias judias asquenazes, em homenagem ao marido da irmã de sua avó materna, Dora). Apesar de ter nascido em São Paulo, no bairro do Bom Retiro, Nahum passou sua infância e adolescência no sul do Brasil.
Os Sirotsky chegaram ao Brasil na segunda metade da primeira década do século XX, provavelmente entre 1904 e 1910. Foram trazidos ao país pelo Barão Maurice de Hirsch, criador da Jewish Colonization Association, para iniciar uma nova era na história da diáspora judaica — então sofrendo pogroms no Império Russo e na Romênia. O Barão Hirsch foi o fundador da cidade de Quatro Irmãos, no Rio Grande do Sul.
Filho de Mauricio Sirotsky e Rosa Wainer, casados em 1924 e já falecidos, Nahum tinha um irmão, Sani (nascido em 1928, já falecido), e uma irmã, Soniah (nascida em 1933). Era também primo de Maurício Sirotsky Sobrinho, filho de seu outro tio José Sirotsky. Nahum casou-se em 14 de agosto de 1949, aos 23 anos de idade, com a atriz Beyla Genauer, com quem tem um filho, Iossef, nascido em outubro de 1952. Iossef é casado, tem cinco filhos e vive perto de Jerusalém.
Nahum Sirotsky começou sua carreira em 1941 na revista Diretrizes, de Samuel Wainer, seu tio. Sirotsky trabalhava na função de contínuo. A revista, criada por Wainer em 1938, duraria até 1944. Também em 1941, Sirotsky já colaborava com textos que seriam publicados em Dom Casmurro, revista literária de Brício de Abreu lançada em 1937 e que duraria até 1946. Em Dom Casmurro, Sirotsky escrevia ao lado de nomes como Joel Silveira, Murilo Mendes, Oswald de Andrade, Rachel de Queiroz, José Lins do Rego, Cecília Meireles, Jorge Amado, Graciliano Ramos, entre muitos outros.

## A carreira no jornalismo (1943 até 2015)
A carreira jornalística de Nahum Sirotsky começou de fato na grande imprensa em 1943, quando ele passou a ocupar o cargo de repórter de Geral no jornal carioca O Globo. Desde então, com algumas interrupções para trabalhar no Itamaraty e para criar sua empresa de consultoria, na década de 1980, ele se dedicou ao jornalismo sem parar até pouco antes de sua morte, em novembro de 2015.

### Publicações
Estas são as publicações nas quais Nahum Sirotsky trabalhou, em diversos cargos (a data indica o início do período de colaboração):
- Revista Dom Casmurro (1941, colaborador)
- Jornal O Globo (1943, repórter de Geral)
- Jornal O Globo (1945, correspondente nos Estados Unidos e na ONU)
- Jornal Diário da Noite (extinto) (1949, repórter especial)
- Jornal O Globo (1950, responsável pelo noticiário internacional)
- Revista Visão (1952, redator e chefe de reportagem)
- Jornal Diário da Noite (extinto) (1956, diretor)
- Revista Manchete (extinta) (1957, diretor)
- Revista Senhor (extinta) (1958, convite para dirigir e 1959, lançamento)
- Jornal Jornal do Brasil (extinto) (1965, colunista de Economia)
- Jornal Jornal do Brasil (extinto) (1971, correspondente em Israel)
- Jornal O Estado de S.Paulo (1971, correspondente em Israel, sob o pseudônimo "Nelson Santos")
- TVE (1980, comentarista)
- Jornal Zero Hora (1995, correspondente em Israel)
- Rádio Gaúcha (1995, correspondente em Israel)
- Site Último Segundo (2001, correspondente em Israel)

### De contínuo a diretor (1943 a 1957)
Sirotsky entrou para a chamada "grande imprensa" em 1943, aos dezoito anos de idade. Sua primeira função foi de repórter de Geral no jornal O Globo, cargo que ocupou até 1945, quando foi enviado pelo jornal para os Estados Unidos, onde se tornaria o primeiro jornalista brasileiro credenciado nas Nações Unidas, recém-criada. Em entrevista concedida ao também jornalista Gabriel Toueg, que escreveu sua biografia, Sirotsky contou: "Como eu sabia línguas, Roberto Marinho me mandou para Nova York com o salário que eu tinha no Rio, cerca de 250 dólares mensais. Fui para a ONU, Washington etc. Entrei ignorante e tive que aprender tudo. Foi minha grande escola".
A experência nos Estados Unidos abriu a Sirotsky a oportunidade de assumir a editoria de Internacional do jornal O Globo ao voltar para o Brasil, em 1947. O cargo, como conta, não tinha o nome de editor. "Chamava-se 'responsável pelo noticiário internacional'." Na mesma época, Sirotsky estruturou e implantou o programa O Globo no Ar, "primeiro noticioso de rádio com equipe exclusivamente brasileira e coberturas realizadas nos locais dos acontecimentos, o que era uma grande novidade para a época".
Em 1949 Sirotsky passou a ocupar o cargo de repórter especial do jornal carioca Diário da Noite, extinto em 1976. Alguns anos depois de começar a trabalhar no jornal, Sirotsky se tornaria diretor, "com o maior salário do país", como relata.
Em 1952 Nahum Sirotsky ocupava o cargo de chefe de reportagem da revista Visão, o único título quinzenal dedicado a notícias factuais naquela época. A revista pode ser considerada a antecessora das revistas semanais no Brasil (como Veja e Istoé), e das revistas de negócios, como Exame. Naquele mesmo ano o jornalista foi alçado à posição de diretor da revista.
Na nova posição assumida na revista Visão, Sirotsky criou um prêmio que prestava homenagem aos empresários que exerciam papel importante no desenvolvimento econômico do país, "Homem de Visão". A fórmula do prêmio, inventada por Sirotsky, seria copiada por outras publicações, mais tarde, como Istoé e Gazeta Mercantil. O jornalista ficou na direção da revista até 1956, quando foi convidado para assumir a mesma posição no jornal Diário da Noite, já extinto.
Mas o jornalista ficou pouco tempo na direção do jornal. Com a esposa e o filho ainda pequeno vivendo em Israel, Sirotsky deixou o cargo e viajou para encontrá-los depois da eclosão da Guerra do Suez. O jornalista conseguiu passagem para Israel apenas no final da guerra, porque Assis Chateaubriand, o Chatô, seu chefe à época, não lhe concedeu licença para viajar. Ele, contudo, se demitiu do jornal para fazer a viagem.
Ao voltar ao Brasil no ano seguinte, 1957, Sirotsky passou a ocupar a direção da revista Manchete. Na revista, o jornalista tinha como seu "número dois" Alberto Dines, com quem já tinha trabalhado em Visão. A dupla fez uma grande reformulação na revista, cujo editor, durante mais de vinte anos, seria Justino Martins a partir de 1959 e até sua morte, em 1983.
Em 1958, Sirotsky deixa os cargos que ocupava em jornais e revistas para, a convite da editora de livros Delta Larousse, de Abraham Koogan, criar a revista Senhor, que seria lançada um ano mais tarde, em 1959. A partir desse momento a carreira de Nahum Sirotsky na chamada grande imprensa sofreria uma interrupção.

### RevistaSenhor(1958 a 1961)
"O primeiro número me fez chorar. Tinha demais de tudo. Ficara pesado. Mas foi um sucesso." Com essas palavras, publicadas pela revista República em um perfil que o repórter André Luiz Barros fez de Nahum Sirotsky em 1999, o jornalista descreveu como se sentiu diante do nascimento do que seria a revista Senhor, "uma das mais bem sucedidas experiências em revistas no Brasil".
Para a revista, que durou apenas até 1964, o jornalista atraiu autores de peso, como Clarice Lispector e João Guimarães Rosa, e lançou talentos como Paulo Francis e Sérgio Magalhães Gomes Jaguaribe, o Jaguar, Glauco Rodrigues e Carlos Scliar. A equipe de arte da revista ainda cresceu com a chegada de Caio Mourão e Bea Feitler.
Para a equipe editorial, além das colaborações de Rosa e Clarice, Sirotsky recrutou Newton de Almeida Rodrigues, para a editoria de política e Luiz Lobo, para a de humor e serviços. Também colaboravam em Senhor Rubem Braga, Carlos Drummond de Andrade, Josué de Castro, Fernando Sabino, Millôr Fernandes, Paulo Mendes Campos, Jorge Amado, Ziraldo, Carlos Heitor Cony e Vinicius de Moraes.
Senhor também publicava textos de autores estrangeiros, como F. Scott Fitzgerald, Dorothy Parker, James Thurber, Truman Capote, Vladimir Nabokov e George Orwell, entre outros. Ivo Barroso era o responsável pelas traduções.
Mas, apesar do sucesso, Sirotsky não ficou em Senhor até o fim da publicação: saiu três anos depois do lançamento, tendo ficado entre 1959 e 1962.
Anos mais tarde, o título "Senhor" seria comprado por um grupo de São Paulo, que editou uma outra publicação com o mesmo nome.

### Jornal do Brasil(1965)
Durante o ano de 1965, depois de ocupar o cargo de adido cultural na embaixada do Brasil em Washington DC, Nahum Sirotsky passou a integrar a equipe de editorialistas do diário carioca Jornal do Brasil. O jornalista passou a escrever editoriais sobre economia no jornal. Depois do curto período no JB, Sirotsky voltou à diplomacia, desta vez na embaixada do Brasil em Tel Aviv (Israel).

### Correspondente em Israel (1971 a 1973)
Entre 1971 e 1973, o jornalista, estabelecido em Israel, tornou-se correspondente internacional de dois importantes diários brasileiros. No Rio, o Jornal do Brasil, assinando com o próprio nome. Na capital paulista, O Estado de S.Paulo, usando o pseudônimo "Nelson Santos", que tem as mesmas iniciais do nome verdadeiro. "Usei 'Nelson Santos' como recurso no Estadão, que aceitou e saiu ganhando: o pseudônimo passou a escrever melhor que o original, recebia cartas de fãs, foi um sucesso. Fiquei com inveja dele", conta.
Sirotsky ficou na função de correspondente dos jornais brasileiros até 1973, quando começou a Guerra do Yom Kipur. No ano seguinte, retornou com a família ao Brasil e se estabeleceu no Rio de Janeiro. O jornalista ficaria no país pelos vinte anos seguintes. Criou uma empresa, Capel, que dava consultoria política a outras companhias.

### Televisão (1980)
Em 1980, Sirotsky passou a ser comentarista da TVE, no Rio de Janeiro.

### Correspondente em Israel e Internet (1995 a 2015)
O jornalista manteve uma coluna no portal de notícias Último Segundo, do iG. Ele escrevia a partir de Israel, mas seus textos não tratavam apenas do país ou do Oriente Médio. Como analista, Sirotsky também escrevia sobre política e economia brasileiras e relações internacionais, entre outros assuntos. Além de escrever no Último Segundo, o jornalista adotou a Internet de forma avançada: tinha página no Twitter e perfil no Facebook. Durante algum tempo, também manteve um podcast hospedado no iG.

## A carreira na diplomacia (1961 a 1964 e 1966 a 1971)
Nas décadas de 1960 e 1970 Sirotsky foi adido cultural das embaixadas do Brasil em Tel Aviv (Israel) e em Washington D.C. (Estados Unidos). 

### Washington, D.C., EUA (1961 a 1964)
Em 1961, o jornalista Nahum Sirotsky deixou a direção da revista "Senhor" para assumir o cargo de adido cultural da Embaixada do Brasil em Washington D.C., nos Estados Unidos, no período do embaixador Roberto de Oliveira Campos. Campos fora indicado pelo ex-governador paulistano Jânio Quadros, ao ser empossado presidente em 1961, para o cargo no exterior. Após a renúncia de Jânio, seu vice, João Goulart, Jango, confirmou Campos na Embaixada em Washington D.C.
Embora trabalhasse na capital norte-americana, Sirotsky vivia com a esposa em Nova York, onde ela fora aceita por Lee Strasberg para atuar no Actor's Studio.
Em 1964, com o golpe militar no Brasil, chegava ao fim o período de Campos como embaixador nos Estados Unidos. O diplomata voltou então ao Brasil e passou a ser ministro de Coordenação Econômica do Governo Castello Branco. Sirotsky voltou logo em seguida e virou assessor de Campos no Ministério e de Leônidas Boriuo no Instituto Brasileiro do Café.

### Tel Aviv, Israel (1966 a 1971)
Depois de um breve período como editorialista do diário carioca Jornal do Brasil (durante 1965), Sirotsky retomou as atividades diplomáticas. Em 1966, um ano antes da Guerra dos Seis Dias, assumiu o cargo de adido na Embaixada do Brasil em Tel Aviv, em Israel. O embaixador era o diplomata Aluizio Bittencourt. Sirotsky morava em um apartamento na alameda Chen, onde mais tarde seria instalado o Centro Cultural Brasil Israel, no mesmo endereço até hoje.
No cargo como adido, Sirotsky acompanhou a guerra em 1967 e preparava relatórios que eram enviados para o Itamaraty com informações sobre o conflito. Sua atuação foi também importante para divulgar o Brasil em Israel. Por conta do trabalho realizado pela Embaixada, o gaúcho que chefiou a delegação brasileira nas Nações Unidas e que abriu a Assembleia Geral em 1947, na ocasião da partilha da Palestina britânica, Osvaldo Aranha, passou a ser lembrado no país com a inauguração de ruas e avenidas.
A partir de agosto de 1967, o embaixador passou a ser José Osvaldo de Meira Penna. Sirotsky, contudo, foi mantido no cargo. Meira Penna ficaria até outubro de 1970 na Embaixada, e na nova mudança, com Nogueira Porto, Sirotsky seguiu na função. O jornalista ficou na Embaixada em Tel Aviv até 1971, quando passaria a trabalhar como correspondente dos jornais O Estado de S.Paulo e Jornal do Brasil.

#### Érico Veríssimo em Israel
No livro "Israel em abril", em que o escritor brasileiro Érico Veríssimo relata sua viagem a Israel em 1966, Nahum Sirotsky é mencionado. Trabalhando na Embaixada brasileira, Sirotsky faz parte da delegação que recebe o casal Veríssimo em Tel Aviv. "Alguém me estreita contra o peito e ficamos a nos dar reciprocamente fortes palmadas nas costas, numa espécie de dança de ursos, antes mesmo de eu saber ao certo quem me abraça. Finalmente descubro: 'Nahum Sirotsky, homem de Deus, que é que você anda fazendo por aqui?' Encontrei pela última vez este simpático judeu errante gaúcho em Washington, há uns quatro anos, e depois perdi-o de vista por completo. Conta-me que é adido de imprensa junto à nossa embaixada em Tel Aviv. Apresenta-nos Beila (sic), sua mulher, uma loura de face dramática".

## A carreira empresarial (1973 a 1980)
A partir de 1973, o jornalista voltou ao Brasil e passou a dedicar-se ao mundo empresarial, com a criação da Capel, companhia de consultoria e assistência política e empresarial.
A empresa, contudo, não sobreviveu à crise cambial no Brasil ocorrida devido ao segundo choque do petróleo, à elevação de juros internacionais e à maior dificuldade de obter recursos externos. Sirotsky fechou a Capel em 1980.

### Textos de Sirotsky
- "¿Dónde están las chicas?", publicado originalmente na edição nº 48 (outubro de 2000) da revista República
- Conversas sobre as guerras que vi, publicado originalmente na edição nº 46 (agosto de 2000) da revista República
- New York, New York, publicado originalmente na edição nº 40 (fevereiro de 2000) da revista República